# Poncelet
El poncelet (p; nombrado en reconocimiento al ingeniero francés Jean-Victor Poncelet) es una unidad obsoleta de potencia, utilizada originalmente en Francia y posterioemente sustituido por el cheval vapeur (caballo de vapor). Como ya se ha señalado, la unidad debe su nombre a Jean-Victor Poncelet.

## Definición
Un poncelet se define como la potencia necesaria para levantar una masa de cien kilogramos (quintal) a una velocidad de un metro por segundo (100 kilopondio·m/s). 

## Equivalencias
1 p
= 980,665 W = 1⅓ cv (caballo de vapor) = 1,315 hp (caballo de fuerza)